# Aitne (godin)
Aitne (Latijn: Aetna) is een figuur uit de Griekse mythologie.
Aitne is een dochter van Uranus en Gaea. Ze was een van de vele geliefden van de Griekse oppergod Zeus. Verder is ze de personificatie van de Etna, met 3323 meter de hoogste vulkaan van Europa. Sicilië, het vruchtbare "eiland van graan en vulkaan" was eens onderwerp van strijd tussen Demeter en Hephaistos. Aitne kwam tussenbeide en loste het geschil op.
Toen Typhon en Echidna probeerden de Olympus aan te vallen, sloot Zeus Typhon als straf op onder de Etna, waar hij nog steeds vlammen spuwt. Dit vuur werd gebruikt door Hephaistos, die net als in andere vulkanen ook in de Etna een werkplaats had, waar hij met hulp van de Cyclopen de bliksems voor Zeus vervaardigde. 

## Trivia
- Aitne is afgeleid van het Griekse woord αἰθώ ("aitho"), wat "ik brand" betekent.
- Aitne of Jupiter XXXI, een maan van Jupiter, werd naar de godin Aitne genoemd.